# Jenő Jandó
Jenő Jandó (Pécs, 1 de fevereiro de 1952 – Budapeste, 4 de julho de 2023) foi um pianista clássico húngaro.
Estudou piano na Academia de Música Franz Liszt com Katalin Nemes e Pál Kadosa, e mais tarde venceu competições internacionais de piano, incluindo as competições Georges Cziffra e Dino Ciani. Sua carreira só começou a ter sucesso quando ele conquistou o terceiro lugar na Beethoven Piano Competition aos 18 anos. Também venceu o Concurso de Piano Húngaro de 1973 e o primeiro lugar na categoria música de câmara do Sydney International Piano Competition em 1977.
Como acompanhante, tocou com Takako Nishizaki em gravações de sonatas de violino de Franck e Grieg, as sonatas completas de Schubert, e as de Mozart.
Jenő Jandó gravou mais de 60 álbuns com música de Bach, Beethoven, Liszt, Schumann, Schubert, Brahms, Haydn, Bartók, Frédéric Chopin e vários outros. Gravou pela gravadora Naxos Records.

## Morte
Jandó morreu no dia 4 de julho de 2023, aos 71 anos.